# Tutti
Tutti là một từ tiếng Ý có nghĩa đen là tất cả hoặc cùng nhau và được sử dụng như một thuật ngữ âm nhạc, chỉ toàn bộ dàn nhạc chứ không phải nghệ sĩ độc tấu. Từ ngữ này được áp dụng tương tự như âm nhạc hợp xướng, trong đó toàn bộ phần hoặc dàn hợp xướng được gọi để cùng nhau hát. Hội đồng chấm thi âm nhạc có thể hướng dẫn thí sinh "chơi đoạn tutti", chỉ ra rằng thí sinh nên chơi cả phần solo (độc tấu) và phần tutti.
Một nhạc công trong dàn nhạc có thể chỉ định rằng một người đứng đầu phần bè (ví dụ bè trưởng vĩ cầm) chơi một mình, trong khi phần còn lại sẽ im lặng trong suốt đoạn độc tấu, bằng cách viết solo trong bản nhạc tại điểm bắt đầu và tutti ở vị trí toàn bộ dàn nhạc chơi tiếp.
Trong âm nhạc của đàn organ, từ ngữ này để chỉ rằng nên sử dụng toàn bộ organ: tất cả các nút kéo và tất cả các bộ ghép nối.
Trong Concerto grosso, đây là từ ngữ mang ý nghĩa "toàn bộ dàn nhạc".